# Wera Jewstafjewna Popowa

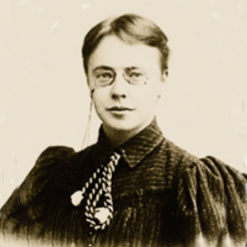
Wera Jewstafjewna Popowa

Wera Jewstafjewna Popowa, geboren Wera Jewstafjewna Bogdanowskaja, (russisch Вера Евстафьевна Попова, Geburtsname russisch Вера Евстафьевна Богдановская; * 5. Septemberjul. / 17. September 1867greg. in St. Petersburg; † 26. Apriljul. / 8. Mai 1896greg. in Ischewsk) war eine russische Chemikerin und Hochschullehrerin.

## Leben
Bogdanowskajas Vater war der Chirurg Jewstafi Iwanowitsch Bogdanowski. Sie besuchte das St. Petersburger Smolny Institut mit Abschluss 1883. Anschließend studierte sie in St. Petersburg bis 1887 in den universitätsähnlichen Höheren Kursen für Frauen in der naturwissenschaftlichen Abteilung. Dann studierte sie Chemie bei Carl Graebe und Philippe-Auguste Guye an der Universität Genf, die sie mit ihrer Dissertation über das 1,3-Diphenyl-2-propanon 1892 zur Doktorin der Chemie promovierte.
Bereits ab 1890 lehrte Bogdanowskaja Chemie am Institut für Land- und Forstwirtschaft Nowa Alexandria. Ab 1892 hielt sie eine Vorlesung über Stereochemie in den Höheren Kursen für Frauen in St. Petersburg. Die Ketone blieben ein Schwerpunkt ihrer wissenschaftlichen Arbeit. Sie verfasste ein Chemie-Lehrbuch, übersetzte chemische Fachartikel und veröffentlichte zusammen mit ihrem Professor die Werke Alexander Michailowitsch Butlerows. Auch interessierte sie sich für Entomologie und veröffentlichte 1889 eine Arbeit über Bienen. Sie schrieb eigene Kurzgeschichten und übersetzte Guy de Maupassants Erzählungen.
Im Herbst 1895 heiratete Bogdanowskaja den adligen Generalmajor und neuen Chef der Maschinenbauwerke Ischewsk Jakow Kosmitsch Popow. Sie zog mit ihrem Mann nach Ischewsk und richtete sich ein häusliches chemisches Laboratorium ein. 1896 experimentierte sie in ihrem Laboratorium mit weißem Phosphor und Cyanwasserstoff. Es kam zu einer Explosion, und vier Stunden später starb sie an ihren Verletzungen und der Vergiftung.
Nach Popowas Aussegnung in der Alexander-Newsk-Kathedrale in Ischewsk wurde sie auf dem Popow-Familiensitz Schabanilow im Gouvernement Tschernigow beigesetzt. Ihre Grabstätte wurde nach der Oktoberrevolution zerstört. Ihr Gedenkstein befindet sich im Bezirksmuseum Sosnyzja.